# Norah Borges
Pour les articles homonymes, voir Borges.
Norah Borges, de son vrai nom Leonor Fanny Borges, est une artiste peintre argentine née à Buenos Aires le 4 mars 1901 et morte dans la même ville le 20 juillet 1998.

## Biographie

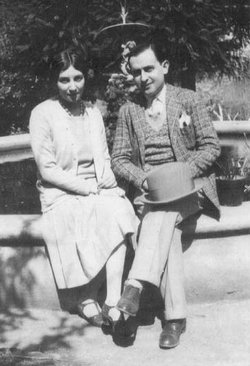
Norah Borges et Guillermo de Torre, en 1928.

C'est son frère aîné, l'écrivain Jorge Luis Borges, qui l'a surnommée Norah.
Elle a étudié à l'Ecole des Beaux arts de Genève en raison de l'installation de sa famille en Suisse pour soigner la cécité de son père. Elle a complété cet enseignement par une formation à Lugano auprès d'un artiste proche d'expressionnistes allemands exilés, Arnaldo Bossi.
Elle a notamment illustré des livres de son frère, d'Adolfo Bioy Casares et Victoria Ocampo. En tout, son travail d'illustration a porté sur environ 80 ouvrages.
Elle a aussi travaillé en tant que graphiste pour d'autres ouvrages.
En 1928, elle épouse le poète et critique espagnol, Guillermo de Torre qui fut un des fondateurs du mouvement d'avant-garde ultraïste.
De 1932 à 1936, Norah Borges participe en tant que scénographe au projet du théâtre universitaire républicain espagnol La Barraca, de Federico García Lorca. Le projet s'arrête durant la guerre d'Espagne.
Elle est inhumée au cimetière de Recoleta.

## Expositions
De décembre 2019 à mars 2020, une exposition lui a été consacrée au Musée national argentin des Beaux-Arts, à Buenos-Aires.